# Fets de Hamdania
Els fets de Hamdania són els crims comesos per membres del Cos de Marines dels Estats Units d'Amèrica en relació amb la mort, durant un tiroteig, d'un home iraquià no armat el 26 d'abril de 2006 a Al Hamdania, un petit poble a l'oest de Bagdad i prop d'Abu Ghraib.
Una investigació del Servei d'Investigació Criminal de la Marina va qualificar l'incident d'«assassinat, segrest i conspiració associat amb encobriment dels fets». Els acusats són set marines i un soldat de l'armada de Corpsman.
A partir del febrer de 2007, cinc dels acusats es van declarar culpables de les acusacions menors de segrest i conspiració i van testificar contra els acusats restants que s'enfronten amb acusacions d'assassinat. A més, un membre pertanyent al mateix batalló s'encara amb acusacions menors com agressió relacionada amb l'ús de la força física durant interrogatoris d'insurgents sospitosos.